# Guigo I.

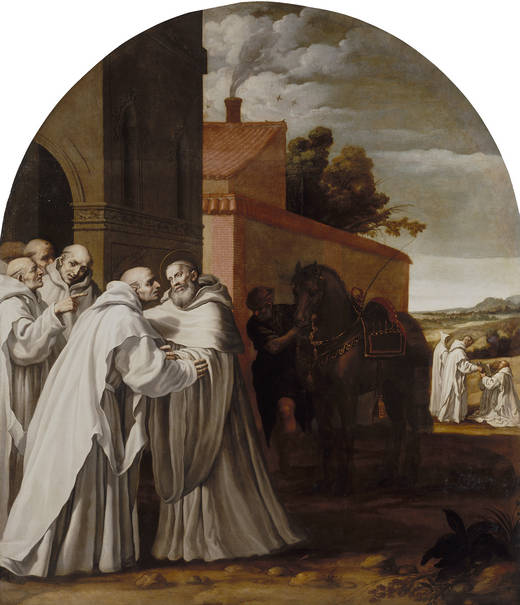
Vincenzo Carducci, Bernhard von Clairvaux besucht seinen Freund Guigues le Chartreux (1626–1632, Museum des Prado)

Guigo I. der Kartäuser, auch Gigo von Kastell oder Gigo von Castel (* 1083 im Bistum Valence; † 27. Juli 1137 in La Grande Chartreuse), war ein französischer Mönch und fünfter Prior der Grande Chartreuse und Generalminister des Kartäuserordens.

## Leben
Guigo wurde in der Burg Saint-Romain-du-Valmordane (heute im Département Ardèche) in einer verarmten Seitenlinie der Saint Romain de Baix geboren. Er studierte am Kolleg Saint-Barnard in Romans, welches im August 1095 von Papst Urban II., welcher ein Verehrer des Heiligen Bruno von Köln war und als erster den Kartäuserorden unterstützte, besucht wurde.
Nach seinem Studium wurde er zum Priester geweiht und wirkte an der Kathedrale von Grenoble. Er trat 1106 in die Grande Chartreuse ein, welche 1084 von Bruno gegründet wurde und im Frühjahr 1090 von diesem verlassen wurde. Er wurde im Alter von 26 Jahren zum Prior gewählt und war es bis zu seinem Tod 27 Jahre später.
Guigo spielte eine große Rolle bei der Entwicklung der Regeln der Kartäuser. Unter seinem Priorat wurde die Entscheidung getroffen, anderen Gemeinschaften zu erlauben, die Lebensweise zu übernehmen. Er unternahm aber keine Anstrengungen neue Klöster zu gründen. Innerhalb weniger Jahre wurde die La Chartreuse de Portes im Bistum Belley 1115, die La Chartreuse des Écouges im Vercors (Isère) 1116, die La Chartreuse de Durbon im Bistum Gap 1116, La Chartreuse Sylve-Bénite (Isère) im Bistum Vienne 1116 und La Chartreuse de Meyriat (Ain) 1116 gegründet. Ermuntert durch Bischof Hugo von Grenoble schrieb er die Bräuche der Kartäuser als Consuetudines Cartusiae in den Jahren 1121 bis 1125 auf, um den Bitten der Gemeinschaften nachzukommen, welche die Lebensart übernehmen wollten. Diese Bräuche können als Gründungsdokument des Ordens gelten.
Am 30. Januar 1132 wurde die Grande Chartause durch eine Lawine nach 48 Jahren zerstört. Sechs Mönche und ein Novize starben. Zusammen mit den Überlebenden baute er die Kartause talwärts an der jetzigen Stelle, welche geschützter vor Lawinen liegt, wieder auf.
Er bereicherte die Bibliothek erheblich. Er pflegte die Freundschaft mit Pierre le Vénérable, den Abt in Cluny, Kardinal Aimericq, dem Kanzler des Apostolischen Stuhl unter Papst Innozenz II. und Heiligen Bernhard von Clairvaux, der die Kartause 1123 besuchte.
Er starb infolge von Krankheiten im Alter von 53 Jahren.

## Schriften
Die Schriften von Guigo verbreiteten sich schnell in Klosterkreisen, besonders bei den Zisterziensern. Aufgrund ihrer weiten Verbreitung wurden die Meditationen dem Heiligen Bernhard zugeschrieben.
- Guigo I.: Les Méditations: recueil de pensées (= Sources chrétiennes. Nr. 308). Éditions du Cerf, Paris 2001, ISBN 2-204-06834-9 (Erstausgabe:  1983, Gedanken aus den ersten Jahren seines Priorats ohne besondere Reihenfolge).
- Guigo I.: Coutumes de Chartreuse (= Sources chrétiennes. Nr. 313). Les Éd. du Cerf, Paris 2001, ISBN 2-204-06833-0 (Erstausgabe:  1984, Die Consuetudines Cartusiae wurde zwischen 1121 und 1128 geschrieben und listete die Bräuche der ersten Kartäuser auf. Es war die einzige Schrift, welche vor dem 20. Jahrhundert gedruckt werden sollte.).
- Lettres, neun Briefe, die er an einen anonymen Freund schrieb.
- Vie de l’évêque Saint Hugues, in dem er auf Wunsch von Papst Innozenz II. das Leben Hugos, Bischof von Grenoble 1132 beschrieb. Dieser war ein Freund des Heiligen Brunos und Mitbegründer, Freund und Wohltäter der ersten Kartäuser.
- Saint Bruno, Guigues Ier le Chartreux, Anthelme de Chignin: Lettres des premiers Chartreux. (= Sources chrétiennes. Nr. 88, Teil 1). Les Éd. du Cerf, Paris 2002, ISBN 2-204-02978-5 (Erstausgabe:  1988).